# Malé Borové
Malé Borové es un municipio del distrito de Liptovský Mikuláš en la región de Žilina, Eslovaquia, con una población estimada a final del año 2024 de 111 habitantes.
Se encuentra ubicado al sureste de la región, cerca del curso alto del río Váh (cuenca hidrográfica del Danubio), de los montes Tatras y de la frontera con Polonia y las regiones de Prešov y Banská Bystrica.

## Demografía
| Año        | 1994 | 2004     | 2014     | 2024     |
| ---------- | ---- | -------- | -------- | -------- |
| Población  | 266  | 206      | 139      | 111      |
| Diferencia |      | −22,55 % | −32,52 % | −20,14 % |

| Año        | 2023 | 2024    |
| ---------- | ---- | ------- |
| Población  | 115  | 111     |
| Diferencia |      | −3,47 % |